# Altenlotheim
Das Dorf Altenlotheim ist seit dem 1. Juli 1972 ein Stadtteil von Frankenau im nordhessischen Landkreis Waldeck-Frankenberg.

## Geographie

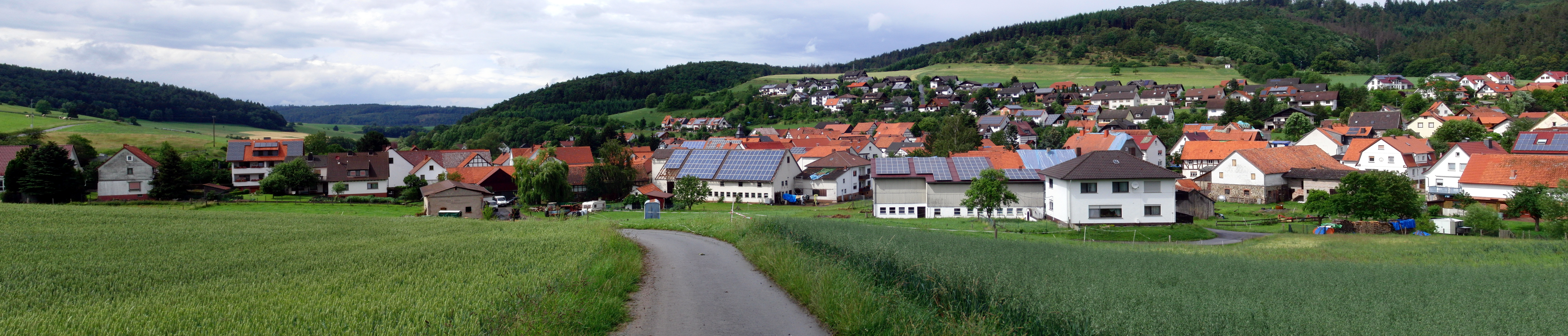
Panorama von Altenlotheim

Altenlotheim liegt im Kellerwald am Rand des Nationalparks Kellerwald-Edersee. Durch das am Eder-Zufluss Lorfe (Lorfebach) gelegene Dorf verläuft die Landesstraße 3085. Auf dem einige Kilometer südöstlich des Dorfs gelegenen Berg Talgang befinden sich die Ruine der Quernstkirche, eine ehemalige Höhenkirche, und die Quernstkapelle.

## Geschichte

### Ortsgeschichte
Altenlotheim wurde früher im Zusammenhang mit Schmittlotheim und Kirchlotheim genannt und als „Lotheim“ bezeichnet, und zwar bereits seit 1074. Als Altenlotheim wurde das Dorf erstmals im Jahre 1258 im Zusammenhang mit einer Güterübertragung an das Kloster Haina erwähnt.
Altenlotheim gehörte zunächst zur Landgrafschaft Hessen, seit 1806 zum Großherzogtum Hessen. Dort lag es in dessen Provinz Oberhessen. Nach Auflösung der Ämter im Großherzogtum 1821 gehörte es zum Landratsbezirk Vöhl und zum Bezirk des Landgerichts Vöhl. Die Gemeinde gehörte zu den Landesteilen, die das Großherzogtum nach dem verlorenen Krieg von 1866 mit dem Friedensvertrag vom 3. September 1866 an Preußen abtreten musste. Dort wurde es dem Landkreis Frankenberg und dem Amtsgericht Vöhl zugeordnet.
Hessische Gebietsreform (1970–1977)
Zum 1. Juli 1972 wurde bis dahin selbstständige Gemeinde Altenlotheim im Zuge der Gebietsreform in Hessen auf freiwilliger Basis in die Stadt Frankenau eingegliedert. Für Altenlotheim wurde wie für die übrigen Stadtteile von Frankenau ein Ortsbezirk mit Ortsbeirat und Ortsvorsteher eingerichtet.

### Verwaltungsgeschichte im Überblick
Die folgende Liste zeigt die Staaten und Verwaltungseinheiten, denen Altenlotheim angehört(e):
- vor 1356: Heiliges Römisches Reich, Herrschaft Itter
- 1356–1590: Heiliges Römisches Reich, Landesherrschaft strittig zwischen Landgrafschaft Hessen (Amt Hessenstein), Kurmainz (Amt Itter) und Grafschaft Waldeck
- 1541: Heiliges Römisches Reich, Landgrafschaft Hessen, Amt Hessenstein
- ab 1570: Heiliges Römisches Reich, Landgrafschaft Hessen-Marburg, Amt Hessenstein
- 1604–1648: strittig zwischen Hessen-Kassel und Hessen-Darmstadt (Hessenkrieg)[8]
- ab 1604: Heiliges Römisches Reich, Landgrafschaft Hessen-Kassel, Amt Hessenstein
- ab 1627: Heiliges Römisches Reich, Landgrafschaft Hessen-Darmstadt, Oberfürstentum Hessen, Amt Herrschaft Itter[9][10]
- ab 1806: Großherzogtum Hessen,[Anm. 2] Fürstentum Oberhessen, Amt Herrschaft Itter[11]
- ab 1815: Großherzogtum Hessen, Provinz Oberhessen, Amt Herrschaft Itter[12]
- ab 1821: Großherzogtum Hessen, Provinz Oberhessen, Landratsbezirk Vöhl[Anm. 3]
- ab 1848: Großherzogtum Hessen, Regierungsbezirk Biedenkopf
- ab 1852: Großherzogtum Hessen, Provinz Oberhessen, Kreis Vöhl
- ab 1867: Norddeutscher Bund[Anm. 4], Königreich Preußen,[Anm. 5] Provinz Hessen-Nassau, Regierungsbezirk Kassel, Kreis Frankenberg[10]
- ab 1871: Deutsches Reich, Königreich Preußen, Provinz Hessen-Nassau, Regierungsbezirk Kassel, Kreis Frankenberg
- ab 1918: Deutsches Reich (Weimarer Republik), Freistaat Preußen, Provinz Hessen-Nassau, Regierungsbezirk Kassel, Kreis Frankenberg
- ab 1944: Deutsches Reich, Freistaat Preußen, Provinz Kurhessen, Landkreis Frankenberg
- ab 1945: Amerikanische Besatzungszone,[Anm. 6] Groß-Hessen, Regierungsbezirk Kassel, Landkreis Frankenberg
- ab 1946: Amerikanische Besatzungszone, Land Hessen, Regierungsbezirk Kassel, Landkreis Frankenberg
- ab 1949: Bundesrepublik Deutschland, Land Hessen, Regierungsbezirk Kassel, Landkreis Frankenberg
- ab 1972: Bundesrepublik Deutschland, Land Hessen, Regierungsbezirk Kassel, Landkreis Frankenberg, Stadt Frankenau[Anm. 7]
- ab 1974: Bundesrepublik Deutschland, Land Hessen, Regierungsbezirk Kassel, Landkreis Waldeck-Frankenberg, Stadt Frankenau

## Bevölkerung

### Einwohnerstruktur 2011
Nach den Erhebungen des Zensus 2011 lebten am Stichtag dem 9. Mai 2011 in Altenlotheim 654 Einwohner. Darunter waren 12 (1,8 %) Ausländer.
Nach dem Lebensalter waren 123 Einwohner unter 18 Jahren, 258 zwischen 18 und 49, 132 zwischen 50 und 64 und 144 Einwohner waren älter. Die Einwohner lebten in 252 Haushalten. Davon waren 57 Singlehaushalte, 78 Paare ohne Kinder und 96 Paare mit Kindern, sowie 18 Alleinerziehende und 3 Wohngemeinschaften. In 51 Haushalten lebten ausschließlich Senioren und in 147 Haushaltungen leben keine Senioren.

### Einwohnerentwicklung
| Quelle: Historisches Ortslexikon |                          |
| • 1585:                          | 48 Haushaltungen         |
| • 1629:                          | 41 Haushaltungen         |
| • 1742:                          | 56 Haushaltungen         |
| • 1791:                          | 314 Einwohner            |
| • 1800:                          | 351 Einwohner            |
| • 1806:                          | 413 Einwohner, 65 Häuser |
| • 1829:                          | 498 Einwohner, 73 Häuser |

| Altenlotheim: Einwohnerzahlen von 1791 bis 2019 | Altenlotheim: Einwohnerzahlen von 1791 bis 2019 | Altenlotheim: Einwohnerzahlen von 1791 bis 2019 | Altenlotheim: Einwohnerzahlen von 1791 bis 2019 | Altenlotheim: Einwohnerzahlen von 1791 bis 2019 |
| --- | ----------------------------------------------- | ----------------------------------------------- | ----------------------------------------------- | ----------------------------------------------- |
| Jahr |                                                 |                                                 |                                                 | Einwohner                                       |
| 1791 | 1791                                            |                                                 | 314                                             | 314                                             |
| 1800 | 1800                                            |                                                 | 351                                             | 351                                             |
| 1829 | 1829                                            |                                                 | 498                                             | 498                                             |
| 1834 | 1834                                            |                                                 | 486                                             | 486                                             |
| 1840 | 1840                                            |                                                 | 522                                             | 522                                             |
| 1846 | 1846                                            |                                                 | 509                                             | 509                                             |
| 1852 | 1852                                            |                                                 | 538                                             | 538                                             |
| 1858 | 1858                                            |                                                 | 509                                             | 509                                             |
| 1864 | 1864                                            |                                                 | 556                                             | 556                                             |
| 1871 | 1871                                            |                                                 | 505                                             | 505                                             |
| 1875 | 1875                                            |                                                 | 489                                             | 489                                             |
| 1885 | 1885                                            |                                                 | 486                                             | 486                                             |
| 1895 | 1895                                            |                                                 | 491                                             | 491                                             |
| 1905 | 1905                                            |                                                 | 497                                             | 497                                             |
| 1910 | 1910                                            |                                                 | 495                                             | 495                                             |
| 1925 | 1925                                            |                                                 | 524                                             | 524                                             |
| 1939 | 1939                                            |                                                 | 515                                             | 515                                             |
| 1946 | 1946                                            |                                                 | 761                                             | 761                                             |
| 1950 | 1950                                            |                                                 | 734                                             | 734                                             |
| 1956 | 1956                                            |                                                 | 607                                             | 607                                             |
| 1961 | 1961                                            |                                                 | 589                                             | 589                                             |
| 1967 | 1967                                            |                                                 | 651                                             | 651                                             |
| 1980 | 1980                                            |                                                 | ?                                               | ?                                               |
| 1990 | 1990                                            |                                                 | ?                                               | ?                                               |
| 2000 | 2000                                            |                                                 | ?                                               | ?                                               |
| 2010 | 2010                                            |                                                 | ?                                               | ?                                               |
| 2011 | 2011                                            |                                                 | 654                                             | 654                                             |
| 2016 | 2016                                            |                                                 | 602                                             | 602                                             |
| 2019 | 2019                                            |                                                 | 588                                             | 588                                             |
| Datenquelle: Historisches Gemeindeverzeichnis für Hessen: Die Bevölkerung der Gemeinden 1834 bis 1967. Wiesbaden: Hessisches Statistisches Landesamt, 1968. Weitere Quellen: LAGIS; nach 1970: Stadt Frankenau:; Zensus 2011 |                                                 |                                                 |                                                 |                                                 |

### Historische Religionszugehörigkeit
| • 1885: | 446 evangelische (= 91,77 %), ein katholischer (= 0,21 %), 39 jüdische (= 8,02 %) Einwohner |
| • 1961: | 542 evangelische (= 92,02 %), 23 katholische (= 3,90 %) Einwohner                           |

## Kultur und Sehenswürdigkeiten
- Im August 2008 wurde der Heideerlebnispfad eröffnet.
- Beim Wettbewerb Unser Dorf hat Zukunft errang Altenlotheim im Jahre 2007 die Silbermedaille auf Landesebene.
- In dem kleinen Ort gibt es verhältnismäßig viele Vereine, die auch auf kulturellem Gebiet tätig sind.
- Kirche Altenlotheim
- Außerhalb des Dorfes auf 535 m über NHN findet man die Ruine der Quernstkirche, einer ehemaligen Höhenkirche. Dort steht heute eine Kapelle.
- 2010 gewann  der Ortsansässige Christian Durstewitz den dritten Platz bei Unser Star für Oslo.

## Infrastruktur
Im Dorf gibt es einen Sportplatz und einen Spielplatz.